# Dendrobium capituliflorum
Dendrobium capituliflorum är en orkidéart som beskrevs av Robert Allen Rolfe. Dendrobium capituliflorum ingår i släktet Dendrobium, och familjen orkidéer. Inga underarter finns listade i Catalogue of Life.